# Paris nous appartient
Pour plus de détails, voir Fiche technique et Distribution.
Paris nous appartient est un film français réalisé en 1958 par Jacques Rivette et sorti le 13 décembre 1961. 

## Synopsis
À Paris, au cours de l'été 1957, en dépit de difficultés matérielles, un groupe de jeunes gens se prépare à monter Périclès, prince de Tyr, de Shakespeare. Mais les répétitions sont troublées par divers événements. Anne, venue rejoindre son frère Pierre, perturbe le groupe en flirtant avec l'un des garçons. Dans le même temps, Philippe, un Américain victime du maccarthysme, suscite l'angoisse au sein de la troupe en évoquant le complot qui a entraîné le suicide d'un compositeur espagnol.

## Fiche technique
- Titre : Paris nous appartient
- Réalisation : Jacques Rivette (assisté de Jean Herman et Suzanne Schiffman)
- Scénario et dialogues : Jacques Rivette et Jean Gruault
- Musique : Philippe Arthuys
- Photographie : Charles Bitsch
- Montage : Denise de Casabianca
- Scripte : Laura Mauri
- Régie : Robert Lachenay
- Production : François Truffaut et Claude Chabrol
- Directeur de production et producteur délégué : Roland Nonin
- Sociétés de production : Ajym Films - Les Films du Carrosse
- Photographe de plateau : Georges Pierre
- Pays d'origine :  France
- Langue : français
- Format : Noir et blanc - 35 mm
- Genre : Drame et thriller
- Durée : 137 minutes
- Date de sortie : France - 13 décembre 1961

## Distribution
- Betty Schneider : Anne
- Giani Esposito : Gérard
- Daniel Crohem : Philippe
- Françoise Prévost : Terry
- François Maistre : Pierre
- Jean-Claude Brialy : Jean-Marc
- Paul Bisciglia : Paul
- Birgitta Juslin : Brigitta
- Jean-Marie Robain : le docteur Degeorges
- Jean Martin : un acteur
- Henri Poirier : l'assistant de Gérard
- Louise Roblin : l'amie de Pierre
- Jean-Luc Godard : un homme à la terrasse (sous le pseudonyme de « Hans Lucas »)
- Claude Chabrol : un invité de la fête (non crédité)
- Jacques Demy : l'ami de la femme attachée (non crédité)
- Jacques Rivette : un invité de la fête (non crédité)
- Noëlle Leiris
- Monique Le Porrier
- Malka Ribowska
- André Thorent
- Anne Zamire
- Jean-Pierre Delage
- Claus Von Lorbach
- Jane Car
- Jacqueline Dupuis
- Claire Fischer
- Teresa Gracia
- Danielle Vercoutre
- Liliane Weiner
- Roland Daviller
- Fernand George
- François Robert
- José Sebastian

## Lieux de tournage
Le film est intégralement tourné à Paris en 1958.
- 4e arrondissement : Place du Châtelet et toit du théâtre de la Ville
- 5e arrondissement : Place de la Sorbonne
- 6e arrondissement : Place Saint-Sulpice, rue des Canettes et pont des Arts
- 8e arrondissement : Place de l'Étoile
- 15e arrondissement : Abords de la station de métro Dupleix
- 18e arrondissement : Le théâtre de plein air sur la butte Montmartre

## Production
Le scénario du film était initié par Roberto Rossellini et s'appelait à l'origine La cité.

## Influences et postérité
La famille Doinel, dans Les Quatre Cents Coups (film tourné en 1958, comme Paris nous appartient), va au cinéma voir un film intitulé Paris nous appartient.